# Claiborne County (Mississippi)
Das Claiborne County ist ein County im US-Bundesstaat Mississippi. Das U.S. Census Bureau hat bei der Volkszählung 2020 eine Einwohnerzahl von 9135 ermittelt.
Der Verwaltungssitz (County Seat) ist Port Gibson, das nach Samuel Gibson benannt wurde, der als Erster eine Anlegestelle für Schiffe hier baute.

## Geographie
Das County liegt im Südwesten von Mississippi, grenzt im Westen an Louisiana, wobei der Mississippi die natürliche Grenze bildet. Das Claiborne County und hat eine Fläche von 1299 Quadratkilometern, wovon 38 Quadratkilometer Wasserfläche sind. Es grenzt an folgende Countys und Parishes:
|                           | Warren County    | Hinds County  |
| Tensas Parish (Louisiana) |                  |               |
|                           | Jefferson County | Copiah County |

## Geschichte

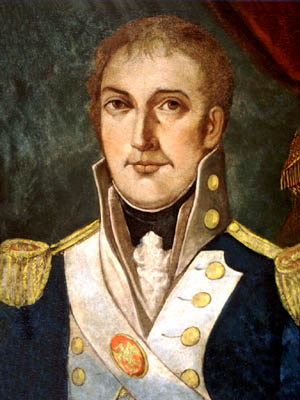
William Claiborne

Das Claiborne County wurde 1802 gebildet. Benannt wurde es nach William C. C. Claiborne (1772–1773), dem ersten Gouverneur von Louisiana (1812–1816).

Zwei Orte haben den Status einer National Historic Landmark, die Kirche Oakland Memorial Chapel und die Port Gibson Battle Site. 36 Bauwerke und Stätten des Countys sind insgesamt im National Register of Historic Places eingetragen (Stand 1. Februar 2018).

## Demografische Daten

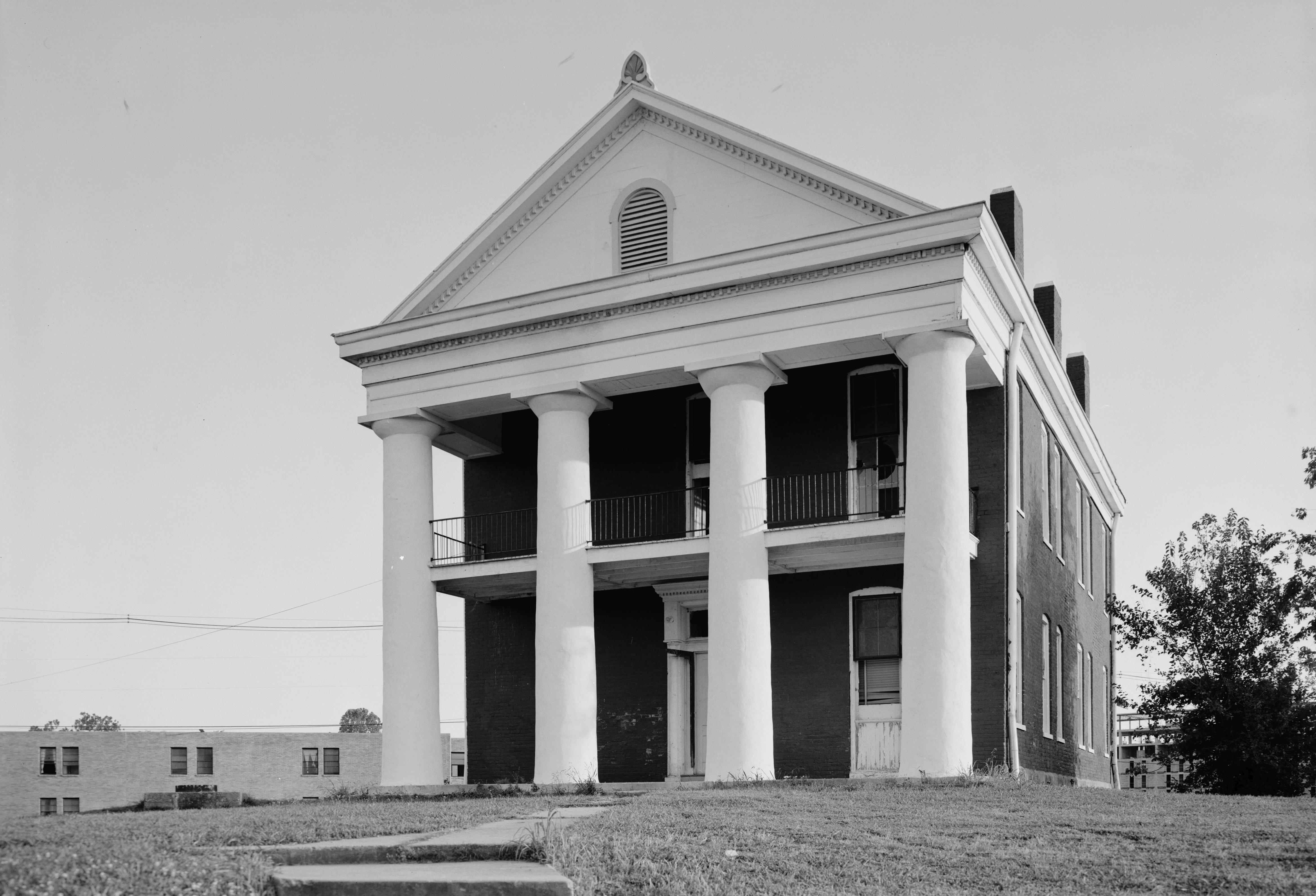
Gebäude der literarischen Gesellschaft der Alcorn State University im Alcorn State University Historic District, gelistet im NRHP

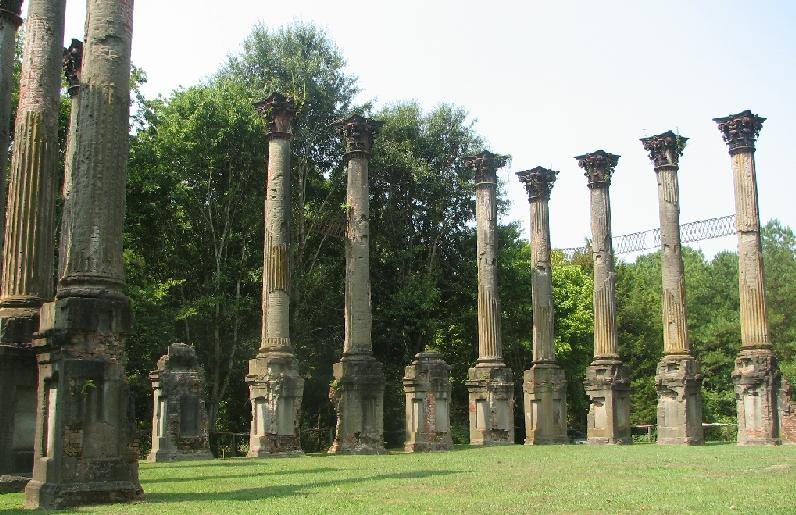
Windsor Ruins, gelistet im NRHP

Nach der Volkszählung im Jahr 2000 lebten im Claiborne County 11.831 Menschen in 3685 Haushalten und 2531 Familien. Die Bevölkerungsdichte betrug 9 Personen pro Quadratkilometer. Ethnisch betrachtet setzte sich die Bevölkerung zusammen aus 15,18 Prozent Weißen, 84,11 Prozent Afroamerikanern, 0,05 Prozent amerikanischen Ureinwohnern, 0,14 Prozent Asiaten und 0,10 Prozent aus anderen ethnischen Gruppen; 0,41 Prozent stammten von zwei oder mehr Ethnien ab. 0,79 Prozent der Bevölkerung waren spanischer oder lateinamerikanischer Abstammung, die verschiedenen der genannten Gruppen angehörten.
Von den 3685 Haushalten hatten 34,8 Prozent Kinder unter 18 Jahren, die mit ihnen lebten. 36,5 Prozent waren verheiratete, zusammenlebende Paare, 26,9 Prozent waren allein erziehende Mütter und 31,3 Prozent waren keine Familien. 28,0 Prozent aller Haushalte waren Singlehaushalte und in 10,9 Prozent lebten Menschen im Alter von 65 Jahren oder darüber. Die durchschnittliche Haushaltsgröße lag bei 2,72 und die durchschnittliche Familiengröße bei 3,35 Personen.
26,3 Prozent der Bevölkerung war unter 18 Jahre alt, 23,1 Prozent zwischen 18 und 24, 22,3 Prozent zwischen 25 und 44, 17,9 Prozent zwischen 45 und 64 Jahre alt und 10,5 Prozent waren 65 Jahre oder älter. Das Durchschnittsalter betrug 26 Jahre. Auf 100 weibliche kamen statistisch 85,7 männliche Personen und auf 100 Frauen im Alter von 18 Jahren oder darüber kamen 81,4 Männer.

Das durchschnittliche Einkommen eines Haushaltes betrug 22.615 USD, das einer Familie 29.867 USD. Männer hatten ein durchschnittliches Einkommen von 28.777 USD, Frauen 20.140 USD. Das Prokopfeinkommen lag bei 11.244 USD. Etwa 27,9 Prozent der Familien und 32,4 Prozent der Bevölkerung lebten unterhalb der Armutsgrenze.

## Städte und Gemeinden
- Carlisle
- Hermanville
- Pattison
- Port Gibson
- Russum